# نهر الحلة
نهر الحلة أو شط الحلة وهو من أشهر أنهار العراق والأكثر أهمية من حيث الموارد المائية يبلغ طوله أكثر من 101 كم2، يعد نهر الفرات المنبع الرئيسي له حيث ينبع النهر من الحدود الشمالية لمحافظة بابل حتى محافظة الديوانية، ويستخدم النهر لغرض الزراعة والشرب وكذلك يعتبر معلم سياحي مهم ولكن في الأعوام الأخير تعرض النهر إلى إهمال وتلوث كبير بسبب المخلفات ما أدى إلى ظهور إصابات بالأمراض والسرطان.